# HMS Peacock (1806)
Pour les autres navires du même nom, voir HMS Peacock.
Le HMS Peacock était un brick-sloop de la Royal Navy appartenant à la classe Cruizer. Lancé en 1806, sa carrière opérationnelle fut sans histoire avant qu'elle n'ait rencontré le USS Hornet en février 1813. Le navire américain captura le brick-sloop qui finit par couler.

## Carrière
Le Peacock fut mis en service en février 1807 en mer du Nord sous le commandement du commander William Peake. Le 5 septembre 1807, le Peacock assista le sloop HMS Kite lors de la capture du navire Der Fruhllng. Une semaine plus tard, il assistait le vaisseau de 74 canons HMS Defence lors de la capture du bâtiment danois Anna Karina.
Il fut transféré en Jamaïque en 1812 et captura cette même année le bâtiment américain Forester.
Perte
Le 24 février 1813, le Peacock rencontra le brick USS Hornet au large de l'embouchure du fleuve Demerara. Il rencontra le navire américain alors qu'il quittait le mouillage et un autre navire britannique, le Espiegle. Les deux bâtiments échangèrent les premiers coups de feu à 17 h 25. Le Peacock vira alors de bord afin de tirer sa seconde bordée mais le Hornet fit feu le premier. Les bordées du Hornet furent davantage destructrices que celles du Peacock. En l'espace de 15 minutes, le capitaine Peake était mort tandis que les pertes britanniques furent élevées et que le Peacock était à l'état d'épave. Le brick-sloop amena ses couleurs et les deux navires larguèrent leurs ancres pour s'arrêter. Il était clair que le Peacock était en train de couler ; les marins américains décidèrent de secourir son équipage. L'équipage du Peacock comptait cinq morts et 33 blessés ; trois autres membres d'équipage moururent lorsqu'ils étaient sur le Hornet. Quatre hommes étaient parvenus à s’échapper sur une petite embarcation et peuvent avoir disparu en mer. Le Hornet ne comptait qu'un mort et quatre blessés après l'engagement, un marin supplémentaire étant décédé des suites de ses blessures.
Le Peacock coula par cinq brasses et demi. Il emporta neuf de ses marins durant son naufrage ainsi que trois Américains. L'épave fut visible durant quelque temps.
Le Lloyd's List rapporta initialement que le capitaine Peake du Peacock ainsi que huit de ses membres d'équipage avaient été tués durant le combat, plus 27 blessés. Le Lloyd's List rapporta également que 19 hommes n'avaient pas pu être secourus et qu'ils avaient coulé avec le navire tandis que les hommes du Hornet secouraient le reste de son équipage. Le navire américain perdit pour sa part un homme et comptabilisa deux blessés. Il gagna finalement Martha's Vineyard le 19 mars.
Trois des hommes du Peacock étaient Américains ; l'un d'entre eux fut tué durant l'engagement. Lorsqu'il devint certain qu'un engagement allait avoir lieu, les trois membres d'équipage américains demandèrent à gagner l'intérieur du navire afin de ne pas avoir à combattre contre leurs compatriotes. Peake refusa d'accéder à cette demande, obligeant les trois hommes à mettre en batterie un canon. L'un des deux Américains survivant se révéla être un cousin de la femme du capitaine James Lawrence, commandant du Hornet.
Il se peut que les officiers et membres d'équipage du Peacock qui ont survécu aient été renvoyés en Grande-Bretagne dans le cadre d'un cartel, une convention de circulation des prisonniers de guerre.
Une polémique eut lieu sur le rôle qu'aurait joué le Espiegle durant l'engagement, quant à savoir si le bâtiment aurait échoué à rejoindre le combat pour assister le brick-sloop britannique. Les Américains indiquèrent que le bâtiment était visible tandis que les Britanniques indiquèrent le contraire. Si la position de l'épave du Peacock est correcte, l'Espiegle n'a pas pu être visible depuis le lieu de l'affrontement. En 1814, son commandant, le commander John Taylor, passa en cour martiale et fut acquitté de l'accusation d'avoir échoué à secourir un navire allié.